# Maria Marten, or the Mystery of the Red Barn
Pour plus de détails, voir Fiche technique et Distribution.
Maria Marten, or the Mystery of the Red Barn est un film britannique réalisé par Maurice Elvey, sorti en 1913. 
Ce film, considéré comme perdu, fait partie de la liste BFI 75 Most Wanted du British Film Institute.

## Synopsis
Un châtelain du Suffolk assassine une jeune femme enceinte qui avait exigé qu'il l'épouse.

## Fiche technique
- Titre français : Maria Marten, or the Mystery of the Red Barn
- Réalisation : Maurice Elvey
- Scénario : Maurice Elvey
- Pays de production :  Royaume-Uni
- Format : Noir et blanc - 1,33:1 - Film muet
- Genre : Film dramatique
- Date de sortie : 1913

## Distribution
- Elisabeth Risdon : Maria Marten
- Fred Groves : William Corder
- Douglas Payne : Roger Deaves
- Maurice Elvey : Capitaine Matthews